# Cの嵐!
『Cの嵐!』（クレームのあらし!）は、嵐の冠バラエティ番組。
日本テレビ系で2002年7月3日 - 2003年6月25日、毎週水曜日24:58 - 25:28に放送された。
嵐が役所や企業のクレーム処理を代行する深夜番組で、「Dの嵐!」「Gの嵐!」「嵐の宿題くん」と続く嵐の深夜番組シリーズの第1作。

## 概要
嵐が日本初のクレーム処理会社「クレームエージェント嵐」の社員に扮し、依頼主である役所や企業、団体に代わってクレーム処理を行う。
ナレーターは小林清志。
「クレームエージェント嵐」の部長は東山紀之（少年隊）で、2003年6月18日・25日放送回（最終回の総集編）に出演（出社）している。後に東山は「Dの嵐!」の「ドキュメントプレス嵐」社長、「Gの嵐!」の「嵐応援団」団長も務めたが、出演はしていない。
スタジオでは嵐が各々のパソコンを前に一つのデスクを囲み（左から順に櫻井・大野・二宮・松本・相葉）、後方には東山紀之部長のネームプレートの載ったデスクやラックが置かれている。

## コーナー
クレーム処理以外にも企画が行われる。
業務拡大
スタジオから視聴者のクレーム処理を代行する。
10人のクレーム仮面
本当の自分を知りたいという依頼主の関係者10人を集め、椅子に座った依頼主の後方から本音を聞かせる。
マーケの嵐!
開発中の新商品を消費者に試してもらい、その様子をマジックミラー越しにモニタリングする。
D（ドキュメント）の嵐!
普段めったに見られないものや衝撃の事実を取り上げる。取材協力賞として懸賞金が贈られる。

## 放送内容

### 2002年
| 回 | 放送日   | 担当者                                                           | 依頼主                                                           | 苦情の対象                                                       |
| -- | -------- | ---------------------------------------------------------------- | ---------------------------------------------------------------- | ---------------------------------------------------------------- |
| 1  | 7月3日   | 相葉・櫻井                                                       | 東京都北区役所                                                   | 放置自転車                                                       |
| 1  | 7月3日   | 松本・二宮・大野                                                 | 東京都北区役所                                                   | 放置自転車                                                       |
| 2  | 7月10日  | 松本・大野                                                       | 板橋区役所                                                       | ごみ問題                                                         |
| 3  | 7月17日  | 二宮                                                             | 不動産会社 トータルコミュニケーションサービス                    | 不動産の物件                                                     |
| 3  | 7月17日  | 相葉・大野・櫻井                                                 | 不動産会社 トータルコミュニケーションサービス                    | 不動産の物件                                                     |
| 4  | 7月24日  | 松本・櫻井                                                       | カツラメーカー アデランス                                        | カツラ                                                           |
| 4  | 7月24日  | 相葉・二宮・大野                                                 | カツラメーカー アデランス                                        | カツラ                                                           |
| 5  | 7月31日  | 松本・櫻井                                                       | 家電量販店 ビックカメラ                                          | 店内、テレビ受像機                                               |
| 5  | 7月31日  | 相葉・大野                                                       | 家電量販店 ビックカメラ                                          | 店内、テレビ受像機                                               |
| 6  | 8月7日   | 相葉・松本・大野                                                 | 墨田区役所                                                       | 隅田川花火大会                                                   |
| 7  | 8月14日  | アフターケアSP                                                   | アフターケアSP                                                   | アフターケアSP                                                   |
| 8  | 8月21日  | 二宮・櫻井                                                       | 中古車買取業者 アップルジャパン                                  | 中古車の査定                                                     |
| 8  | 8月21日  | 相葉・松本・大野                                                 | 音楽家派遣会社 エルパ                                            | 生演奏、音楽教室                                                 |
|    | 8月23日  | 最強最悪クレームスペシャル 過去放送の激ギレ苦情主ランキングBEST5 | 最強最悪クレームスペシャル 過去放送の激ギレ苦情主ランキングBEST5 | 最強最悪クレームスペシャル 過去放送の激ギレ苦情主ランキングBEST5 |
| 9  | 8月28日  | 相葉                                                             | 藤沢市役所                                                       | トビ                                                             |
| 9  | 8月28日  | 松本                                                             | 藤沢市役所                                                       | アライグマ                                                       |
| 9  | 8月28日  | 二宮・大野・櫻井                                                 | 藤沢市役所                                                       | 海岸                                                             |
| 10 | 9月4日   | 二宮・櫻井                                                       | ペットショップ ZOO                                               | イヌ                                                             |
| 10 | 9月4日   | 相葉・松本・大野                                                 | ペットショップ ZOO                                               | 店内                                                             |
| 11 | 9月11日  | 松本・大野                                                       | 携帯電話販売店 パワーポケット                                    | 携帯電話                                                         |
| 11 | 9月11日  | 業務拡大・「〜が大きすぎる」                                     |                                                                  |                                                                  |
| 12 | 9月18日  | 二宮                                                             | レンタルビデオチェーンストア ゲオ                                | レンタルビデオの延滞                                             |
| 13 | 9月25日  | 相葉・二宮                                                       | レンタルビデオチェーンストア ゲオ                                | レンタルビデオの延滞                                             |
| 13 | 9月25日  | 業務拡大・「クサくて困ってます」                                 |                                                                  |                                                                  |
| 14 | 10月2日  | アフターケアSP                                                   | アフターケアSP                                                   | アフターケアSP                                                   |
| 15 | 10月9日  | 二宮                                                             | 美容室 HAIR DIMENSION                                            | パーマネントウエーブ                                             |
| 15 | 10月9日  | 相葉・櫻井                                                       | 10人のクレーム仮面                                               | 10人のクレーム仮面                                               |
| 16 | 10月16日 | 相葉・櫻井                                                       | 居食屋 ワタミ                                                    | 店内                                                             |
| 16 | 10月16日 | 松本・二宮・大野                                                 | 10人のクレーム仮面                                               | 10人のクレーム仮面                                               |
| 17 | 10月23日 | 松本・大野                                                       | 写真屋さん45                                                     | カメラ                                                           |
| 17 | 10月23日 | 相葉・櫻井                                                       | 10人のクレーム仮面                                               | 10人のクレーム仮面                                               |
| 17 | 10月23日 | 相葉・櫻井                                                       | 十仁病院                                                         | 美容整形                                                         |
| 18 | 10月30日 | 相葉・櫻井                                                       | 十仁病院                                                         | 美容整形                                                         |
| 19 | 11月6日  | 二宮・大野                                                       | 大田区役所                                                       | 保育所                                                           |
| 20 | 11月13日 | 相葉・櫻井                                                       | 鍵販売会社 美和ロック                                            | 鍵                                                               |
| 20 | 11月13日 | 松本                                                             | 鍵販売会社 美和ロック                                            | 鍵                                                               |
| 21 | 11月20日 | 松本・二宮・櫻井                                                 | 市川市役所                                                       | 街灯、不法投棄、道路整備                                         |
| 22 | 11月27日 | 相葉・大野                                                       | 市川市役所                                                       | 公園、分別収集                                                   |
| 23 | 12月4日  | 大野・櫻井                                                       | ゲーム会社 カプコン                                              | コンピュータゲーム、永久パターン                                 |
| 24 | 12月11日 | 相葉・松本                                                       | イベント企画運営会社 未来計画                                    | お見合いパーティー                                               |
| 25 | 12月18日 | 二宮                                                             | イベント企画運営会社 未来計画                                    | お見合いパーティー                                               |
| 25 | 12月18日 | 相葉・櫻井                                                       | マーケの嵐!・ベーグル                                            | マーケの嵐!・ベーグル                                            |
| 26 | 12月25日 | ビジネス講習会、総集編                                           | ビジネス講習会、総集編                                           | ビジネス講習会、総集編                                           |

### 2003年
| 回 | 放送日  | 担当者                | 依頼主                                        | 苦情の対象                            |
| -- | ------- | --------------------- | --------------------------------------------- | ------------------------------------- |
| 27 | 1月8日  | 相葉・大野            | 銚子市役所                                    | 成人式                                |
| 27 | 1月8日  | 松本・二宮            | マーケの嵐!・チョイトーク                     | マーケの嵐!・チョイトーク             |
| 28 | 1月15日 | 松本・大野            | 不動産会社 トータルコミュニケーションサービス | 不動産の物件、敷金                    |
| 28 | 1月15日 | 松本・二宮            | マーケの嵐!・菓子                             | マーケの嵐!・菓子                     |
| 29 | 1月22日 | 相葉・櫻井            | マーケの嵐!・魔法のカイロ「アラジン」         | マーケの嵐!・魔法のカイロ「アラジン」 |
| 29 | 1月22日 | 松本・二宮・櫻井      | 十仁病院                                      | 美容整形                              |
| 30 | 1月29日 | 松本・二宮            | 十仁病院                                      | 美容整形                              |
| 30 | 1月29日 | 松本・大野            | マーケの嵐!・耳掻き                           | マーケの嵐!・耳掻き                   |
| 31 | 2月5日  | 大野・櫻井            | 電子機器販売会社 ソニースタイル・ジャパン     | VAIO                                  |
| 31 | 2月5日  | 相葉・大野            | マーケの嵐・菓子                              | マーケの嵐・菓子                      |
| 32 | 2月12日 | 松本・二宮            | ブランド品販売店 マーメイド                   | ブランド品                            |
| 32 | 2月12日 | 松本・大野            | マーケの嵐・ナマズ天丼                        | マーケの嵐・ナマズ天丼                |
| 33 | 2月19日 | 相葉・二宮            | 運送会社 引越社                               | 引越し                                |
| 34 | 2月26日 | 相葉・大野            | テレビドラマ よい子の味方 〜新米保育士物語〜  | 主演の櫻井                            |
| 34 | 2月26日 | 松本・大野            | マーケの嵐・ビリビリももアザラシくん          | マーケの嵐・ビリビリももアザラシくん  |
| 35 | 3月5日  | 松本・大野・櫻井      | 千代田区役所                                  | 路上喫煙禁止条例                      |
| 36 | 3月12日 | 二宮・櫻井            | ネイルサロン 安气子                           | ネイルアート                          |
| 36 | 3月12日 | 櫻井                  | Dの嵐!・オール1の通知表                       | Dの嵐!・オール1の通知表               |
| 37 | 3月19日 | 松本・大野            | カツラメーカー アデランス                     | カツラの販売、店舗                    |
| 37 | 3月19日 | 相葉                  | Dの嵐!・右に心臓がある女性                    | Dの嵐!・右に心臓がある女性            |
| 38 | 3月26日 | 相葉・松本            | マーケの嵐!                                   | しゃべるビールジョッキ                |
| 38 | 3月26日 | 大野・櫻井            | マーケの嵐!                                   | マヨネーズ料理                        |
| 39 | 4月2日  | 二宮・櫻井            | 外国人留学生支援NPO法人 東京エイリアンアイズ  | インドカレー、アルバイト              |
| 39 | 4月2日  | 大野                  | Dの嵐!・ゲイバーの反省会                      | Dの嵐!・ゲイバーの反省会              |
| 40 | 4月9日  | 相葉・松本・二宮      | 東京タクシーセンター                          | タクシー                              |
| 40 | 4月9日  | 二宮                  | Dの嵐・性同一性障害の女性                     | Dの嵐・性同一性障害の女性             |
| 41 | 4月16日 | 相葉・二宮            | 埼玉県クリーニング生活衛生同業組合            | クリーニング                          |
| 42 | 4月23日 | 松本・大野            | 横浜市西区役所                                | タマちゃん、開かずの踏切              |
| 42 | 4月23日 | 櫻井                  | Dの嵐・フグの肝の行方                         | Dの嵐・フグの肝の行方                 |
| 43 | 4月30日 | 松本                  | Dの嵐・日本一小さな公園                       | Dの嵐・日本一小さな公園               |
| 43 | 4月30日 | 大野・櫻井            | 東京都庁                                      | 鴉                                    |
| 44 | 5月7日  | 相葉・二宮            | 東京都庁                                      | 鴉                                    |
| 44 | 5月7日  | 二宮                  | Dの嵐・性同一性障害の女性                     | Dの嵐・性同一性障害の女性             |
| 45 | 5月14日 | 相葉・松本・二宮      | 豊島区役所                                    | 放置自転車、自転車、ポイ捨て          |
| 45 | 5月14日 | 櫻井                  | Dの嵐・コスプレダンスパーティー               | Dの嵐・コスプレダンスパーティー       |
| 46 | 5月21日 | 相葉・二宮            | 外国人留学生支援NPO法人 東京エイリアンアイズ  | 警察、銭湯                            |
| 46 | 5月21日 | 大野                  | Dの嵐・おかまの寝起き                         | Dの嵐・おかまの寝起き                 |
| 47 | 5月28日 | 全員                  | Dの嵐!・10年以上売れ残った商品                | Dの嵐!・10年以上売れ残った商品        |
| 48 | 6月4日  | 二宮・大野            | 越谷市役所                                    | 用水路、塵芥車                        |
| 48 | 6月4日  | 相葉                  | Dの嵐・脂肪吸引手術                           | Dの嵐・脂肪吸引手術                   |
| 49 | 6月11日 | 相葉・櫻井            | ペットシッター提供会社 ペットシッターSOS      | ペットシッター                        |
| 49 | 6月11日 | 二宮                  | Dの嵐・脂肪吸引手術                           | Dの嵐・脂肪吸引手術                   |
| 50 | 6月18日 | 厳選クレーム処理特集! | 厳選クレーム処理特集!                         | 厳選クレーム処理特集!                 |
| 50 | 6月18日 | 相葉                  | Dの嵐・東京湾アクアラインの避難経路           | Dの嵐・東京湾アクアラインの避難経路   |
| 51 | 6月25日 | 厳選クレーム処理特集! | 厳選クレーム処理特集!                         | 厳選クレーム処理特集!                 |

## DVD
「Cの嵐!」「Dの嵐!」「Gの嵐!」の内容を抜粋したDVD「C×D×G no ARASHI! Vol.1」「C×D×G no ARASHI! Vol.2」が2006年11月、バップから発売されている。「Cの嵐!」からは初回スタジオ収録がノーカットで収録されている。